# Giannīs Oikonomidīs
Giannīs Oikonomidīs (in greco Γιάννης Οικονομίδης?; 3 gennaio 1998) è un calciatore greco, centrocampista del Marko.

## Carriera

### Club
Ha giocato nella massima serie greca.

### Nazionale
Ha militato nelle nazionali giovanili greche Under-19 ed Under-21.